# Panggung Rejo (Rawajitu Utara)
Panggung Rejo is een bestuurslaag in het regentschap Mesuji van de provincie Lampung, Indonesië. Panggung Rejo telt 916 inwoners (volkstelling 2010).